# دیسکو
دیسکو (به انگلیسی: Disco) سبکی است که از راک، موسیقی رقص، فانک و سول تشکیل شده است. از نیمه دوم دهه ۱۹۷۰ در باشگاه‌های شبانه ایالات متحده به وجود آمد. آهنگسازی در دیسکو با ضربات چهار بر روی چهار، بیس همزمان و گیتار ریتم به همراه سازهای زهی، سازهای بادی، پیانو الکتریک و سینت سایزر ساخته می‌شود. دیسکو در ابتدا در میان سیاه پوستان، اسپانیایی‌تبارها و آمریکایی‌های ایتالیایی‌تبار در فیلادلفیا و نیویورک در اواخر دهه ۱۹۶۰ تا اوایل دهه ۱۹۷۰همه گیر شد. چندین سبک رقص جدید در زمان محبوبیت دیسکو در نیمه دوم دهه ۷۰ میلادی ابداً شد، مانند بامپ، هاسل، واترگیت و باس استاپ.
در سال‌های پایانی دهه ۷۰ میلادی دیسکو توسط گروه‌های اروپایی و آمریکایی توسعه بیشتری یافت. از گروه‌ها و موسیقیدانان دیسکو در آن سال‌ها می‌توان به بی جیز، ابا، دانا سامر، گلوریا گینور، جورجو مورودر، باکارا، د جکسون، مایکل جکسون، بانی ام، ارث، ویند اند فایر، چاکا خان، شیک، کی سی اند د سانشاین بند، تلما هیوستون، سیستر اسلج، سیلوستر، د ترمپس، بری وایت، دایانا راس، کول اند گنگ و ویلج پیپل را نام برد. هرچند گروه‌ها و موسیقیدانان دیسکو توجه عمومی را به خود جلب می‌کردند اما تهیه‌کنندگان موسیقی که در پشت صحنه کار می‌کردند نقش مهمی در توسعه این زیر سبک داشتند.
در اواخر دهه ۷۰ میلادی بیشتر شهرهای بزرگ ایالات متحده باشگاه‌های شبانه پررونق و بزرگی داشتند و دی‌جی‌ها در در باشگاه‌های مانند استودیو ۵۴ در منهتن نیویورک، ترانه‌های دیسکو را با هم ترکیب می‌کردند. افرادی که به این کلوپ‌های شبانه می‌رفتند، لباس‌های گران‌قیمت می‌پوشیدند که شامل شلوارهای گشاد و پیراهن‌های تنگ بود. استفاه از مواد مخدر به ویژه برای موادی که کمک به رقصیدن می‌کردند مانند کوکائین و کوالود بسیار گسترده بود. به این گونه از مواد مخدر لقب «بیسکویت دیسکو» داده‌اند.
از باشگاه‌های شبانه دیسکو به عنوان بازتابی از انقلاب جنسی دهه ۶۰ میلادی یاد می‌شود که در ترویج بی بند و باری در ایالات متحده و اروپا نقشی پرنگ داشت. فیلم‌هایی مانند تب شنبه یکشبه (۱۹۷۷) و خدا را شکر جمعه است (۱۹۷۸) به محبوبیت دیسکو در این دهه ۷۰ میلادی کمک کردند. محبوبیت دیسکو پس از پیشامد شبی که دیسکو مرد در ۱۲ ژوئیه ۱۹۷۹، در ایالات متحده بسیار کاهش یافت. هرچند در ایتالیا و برخی از کشورهای اروپایی در طول دهه ۱۹۸۰ محبوبیت خود را حفظ کرد. همچنین در جاهای دگر مانند هند و خاورمیانه که جنبه‌های دیسکو را با غزل و شکم رقص ترکیب می‌کردند، محبوبیت پیدا کرد.
دیسکو هسته بنیادین و پایه نخستین سبک‌های دیگر مانند موسیقی رقص الکترونیک، موسیقی هاوس، هیپ هاپ، موج نو، رقص پانک و پست دیسکو است. این سبک از دهه ۱۹۹۰ به این سو جندین بار دوباره محبوب شده است و تأثیر دیسکو در موسیقی پاپ آمریکایی و اروپایی همچنان قوی است. دیسکو از نیمه نخست دهه ۲۰۱۰ به بالاترین میزان محبوبیت خود بعد از افول در سال ۱۹۷۹ دست پیدا کرده است. از جنگ‌های که در این احیا نقش داشته‌اند می‌توان به اعتراف‌ها بر روی جایگاه رقص، حافه‌های تصادفی، نوستالژی آینده و دیسکو را نام برد.